# バルトロメオ・ビンビ
バルトロメオ・ビンビ（伊: Bartolomeo Bimbi, 1648年5月15日-1729年1月14日）は、フィレンツェの画家である。主に静物画を描いた。トスカーナ大公コジモ3世などのパトロンの依頼で、メディチ家のアンブロジャーナ邸とトパイア邸のために動植物を描いた大きなキャンバス画を制作した。これらの作品はピッティ宮殿や大学植物博物館に所蔵されている。

## 生涯
バルトロメオ・ビンビは1648年5月15日にニコロの息子としてセッティニャーノに生まれた。1661年頃にロレンツォ・リッピの工房に入り、師が死去する1665年まで師事したのち、オノリオ・マリナーリに師事した。レオポルド・デ・メディチ枢機卿とともにローマを訪れた後、フィレンツェの宮廷や貴族のために働いた。師のもとで受けた訓練は人物画の仕事に適したものであったが、静物画と肖像画を描いた画家としての活動のみで知られている。バルトロメオ・ビンビの作品はメディチ家の科学的関心を特異な形で伝えている。彼が描いたものの中には、驚異的な大きさの実物大の作物や、農民によって大公のもとに持ち込まれた双頭を持つ奇形の家畜、渡り鳥、殺された大型のオオカミ、探検家が持ち帰ったヒョウ、エキゾチックな果物などが含まれる。以前は多くの研究者がマリオ・デ・フィオーリとアンジェロ・ゴリ（Angelo Gori）の弟子で、花を描いた平凡な画家と考えていたが、美術史家ジュゼッペ・デローグ（Giuseppe Delogu）はメディチ家の邸宅に由来する果物の静物画を再発見した。それらの作品でバルトロメオ・ビンビはメディチ家が栽培していた種々の柑橘類、梨、リンゴ、イチジク、ブドウを描き、画面の中のスクロールに番号を付して説明を記している。1729年1月14日にフィレンツェで死去した。

## ギャラリー

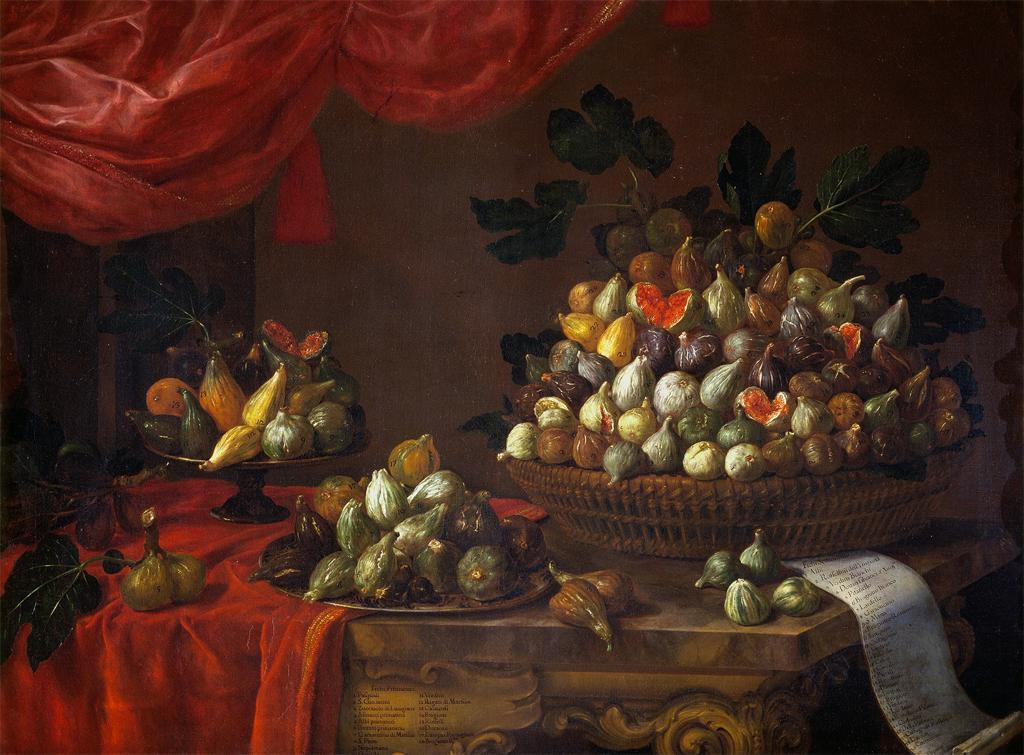
『イチジク』静物画美術館（イタリア語版）所蔵
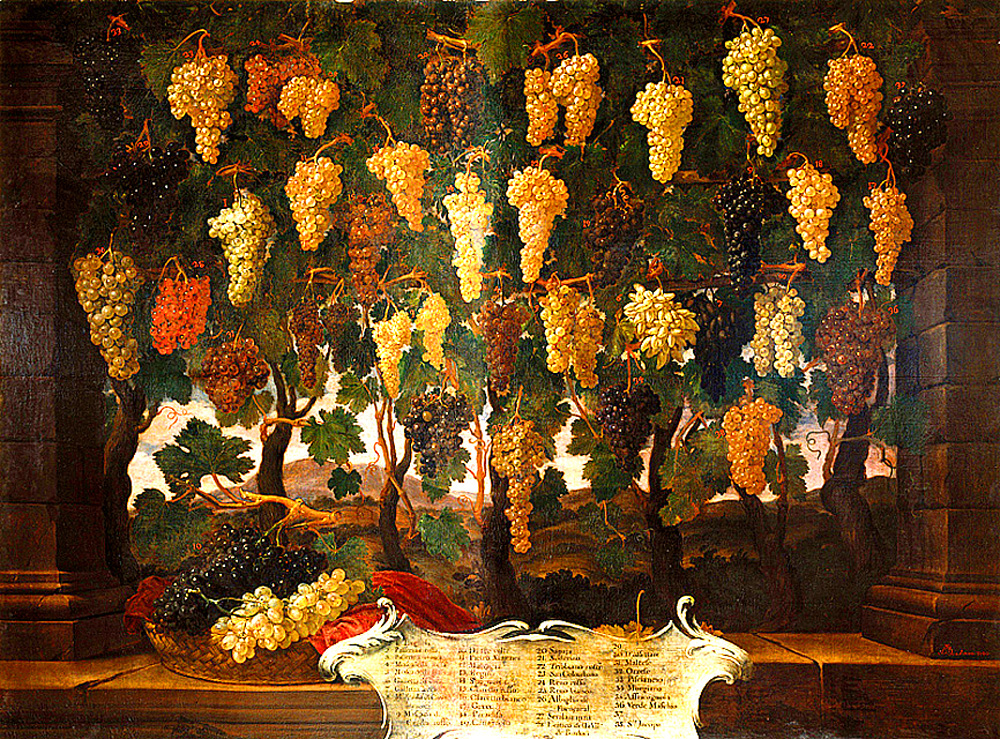
『ブドウのある静物』静物画美術館所蔵
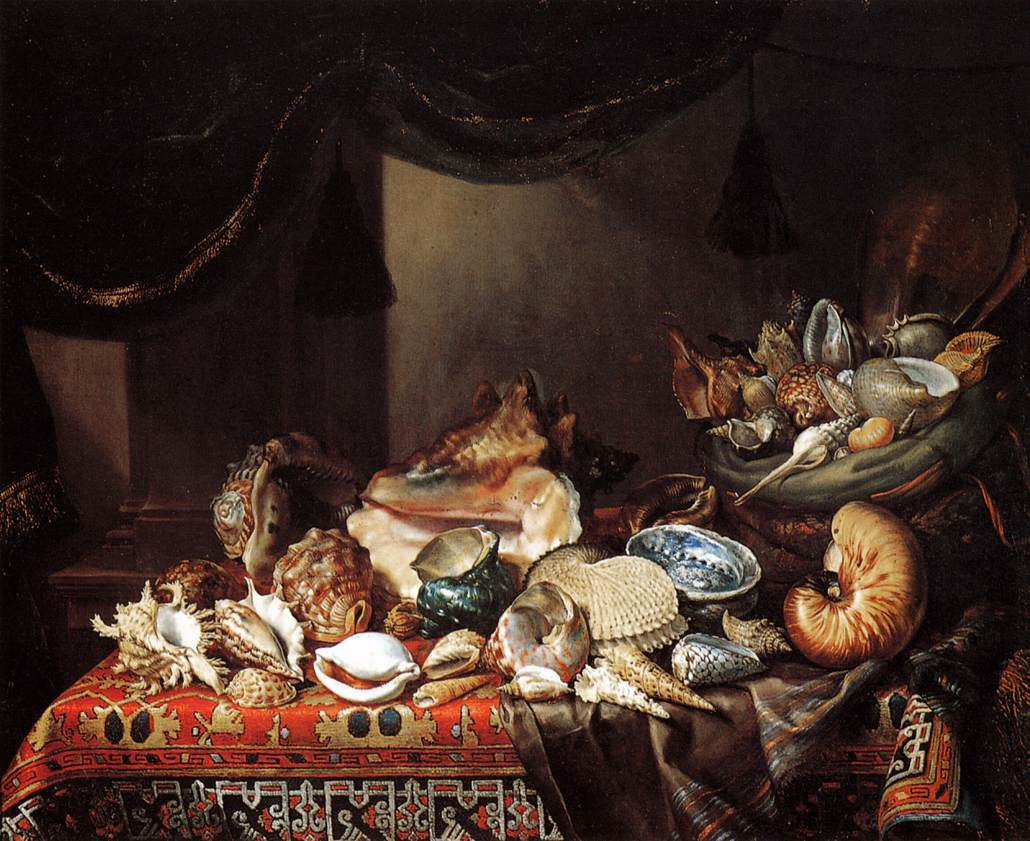
『絨毯の上のバスケットのそばにある貝殻とサンゴ』
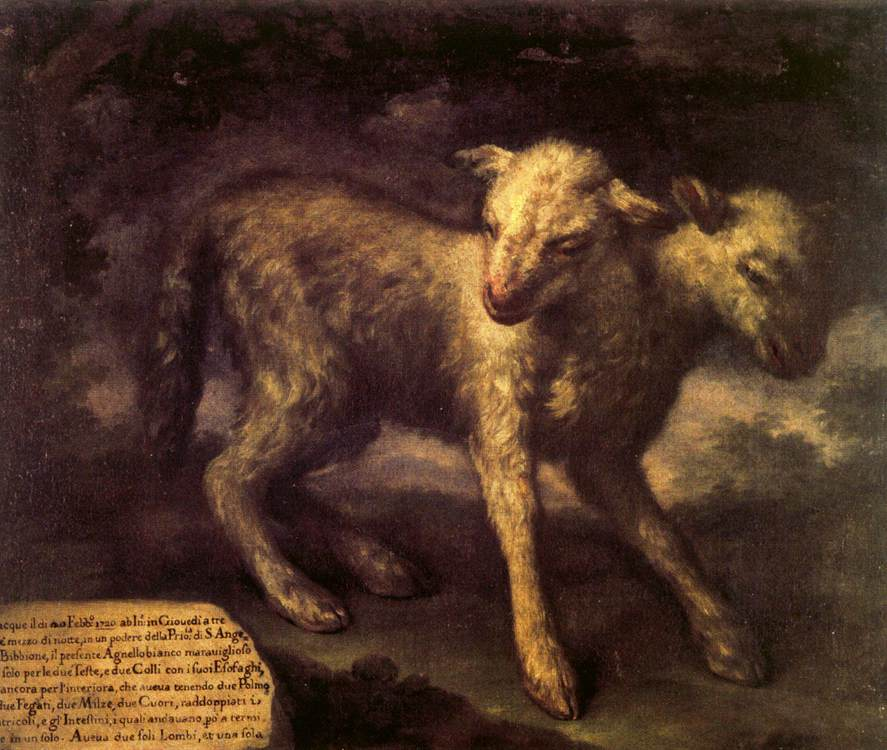
『双頭の仔羊』ピッティ宮殿所蔵
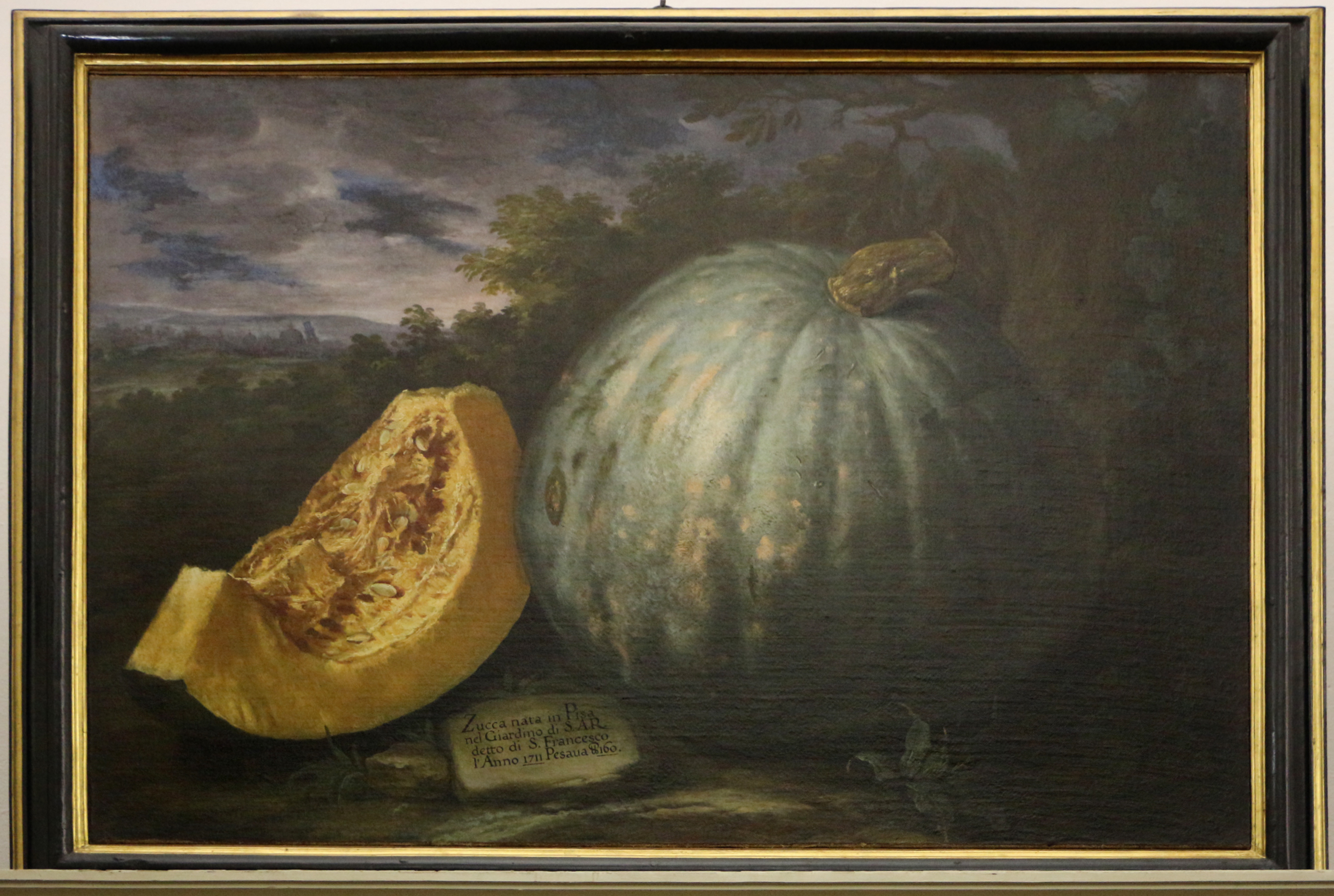
『驚異的なカボチャ』 フィレンツェ自然史博物館（英語版）所蔵